# Stralingsenergie
Stralingsenergie is de energie die bevat is in elektromagnetische straling. De eenheid voor stralingsenergie volgens het SI-stelsel is de joule, net als voor alle andere vormen van energie.
Een zonnecel is in staat om een deel van deze energie om te zetten in elektrische energie. Het tegenovergestelde gebeurt in bijvoorbeeld een lamp (zet elektrische energie om in stralingsenergie, waarvan een deel als zichtbaar licht), een infraroodlamp (zet elektrische energie om in infraroodstraling) of een röntgenbuis (zet elektrische energie om in röntgenstraling).
Stralingsenergie kan ook worden omgezet in andere vormen van energie, bijvoorbeeld chemische energie zoals bij fotosynthese in planten. In natuurkundige experimenten wordt stralingsenergie ook omgezet in kinetische energie, bijvoorbeeld om atomen te versnellen of juist te vertragen door ze met intens licht te bekogelen.
Een andere vorm van omzetten van stralingsenergie in (in dit geval ongerichte) kinetische energie is het opwarmen van een object; stralingsenergie wordt omgezet in warmte. Het tegenovergestelde hiervan is warmtestraling: alle materie zendt energie in de vorm van elektromagnetische straling uit, met een spectrum dat afhangt van de temperatuur. Bij hogere temperatuur worden meer fotonen met korte golflengte (= hoge energie) uitgezonden. Dit proces is van belang bij warmte-isolatie: om warmteverlies via straling te voorkomen is de isolatielaag van bijvoorbeeld een thermosfles van spiegels voorzien, en wordt achter een radiator soms reflecterende radiatorfolie op de muur geplakt. 
De energie dichtheid is
{\displaystyle u={\frac {\varepsilon _{0}}{2}}\mathbf {E} ^{2}+{\frac {1}{2\mu _{0}}}\mathbf {B} ^{2}}
joule per m3; E is de elektrische en B de magnetische veldsterkte.
ε0 en μ0 zijn de elektrische veldconstante en de magnetische veldconstante.
De energie stroomdichtheid is
{\displaystyle \mathbf {S} ={\frac {1}{\mu _{0}}}\mathbf {E} \times \mathbf {B} ,}
watt per m2. S heet de Poynting-vector.
De energie van een enkel foton hangt af van de frequentie van de straling volgens de formule
{\displaystyle E=h\cdot f}
waarbij {\displaystyle E} staat voor de energie, {\displaystyle f} voor de frequentie van de straling, en {\displaystyle h} voor de constante van Planck.